# Silvia Venturini Fendi
Pour les articles homonymes, voir Fendi (homonymie).
Silvia Venturini Fendi, née en 1961, est une créatrice et accessoiriste de mode italienne. En 1997, elle crée le sac baguette, pour Fendi, maison de mode fondée par ses grands-parents.    

## Biographie
Silvia Venturini Fendi est la petite-fille d'Adèle et Eduardo Fendi, fondateurs de la maison de luxe italienne Fendi. Sa grand-mère Adèle a cinq filles, toutes travaillent dans l’entreprise familiale. Sa mère Anna a trois filles, dont Silvia. Elle passe son enfance dans les ateliers et boutiques de la marque. Elle a cinq ans lorsque Karl Lagerfeld est embauché chez Fendi. Elle a 20 ans, quand elle rejoint le groupe Fendi en tant que créatrice d'accessoires. Elle travaillera trente ans avec Karl Lagerfeld. En 1997, elle crée la sac baguette, un sac pour femmes qui se porte sous le bras comme une baguette. En 2009, elle produit le film Amore de Luca Guadagnino.
Elle est la mère de la créatrice Delfina Delettrez Fendi, née de son ancien compagnon le gemmologue français Bernard Delettrez,.